# Johann Ludwig Krapf

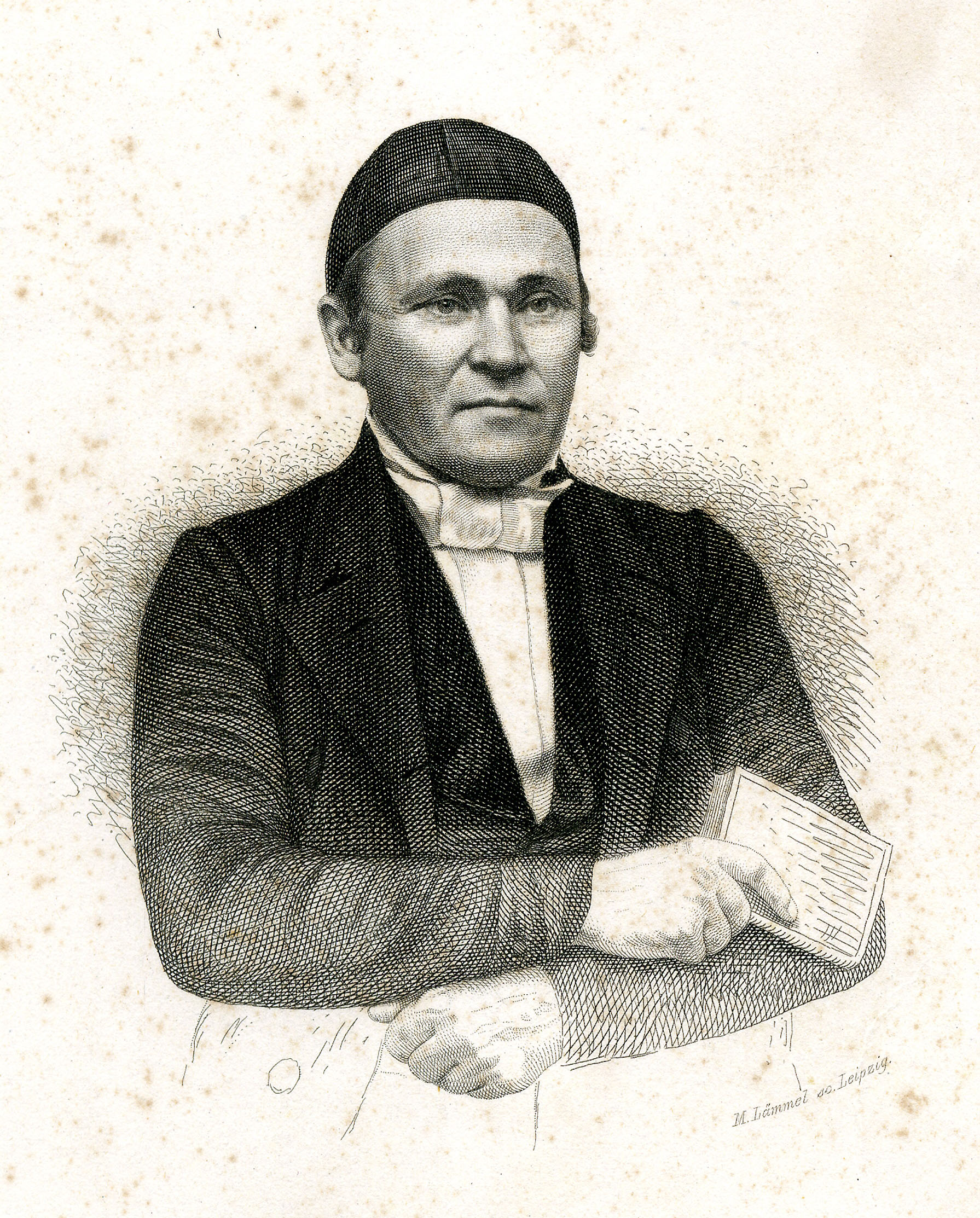
Johann Ludwig Krapf

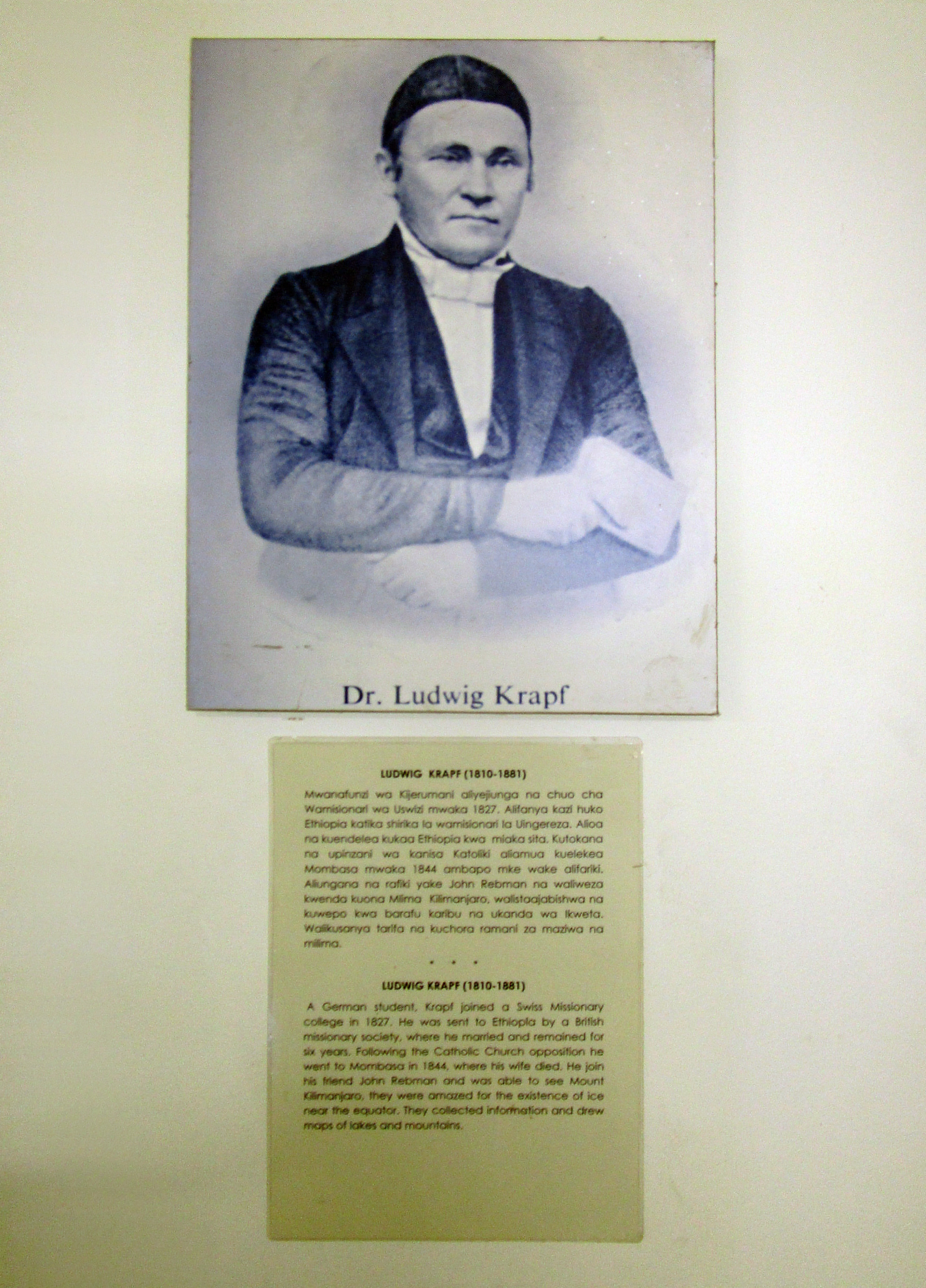
Ausstellungstafel im Tansanischen Nationalmuseum in Daressalam

Johann Ludwig Krapf (* 11. Januar 1810 in Derendingen, dem heutigen Stadtteil von Tübingen; † 26. November 1881 in Korntal, dem  heutigen Stadtteil von Korntal-Münchingen,  bei Stuttgart) war ein deutscher evangelischer Missionar in Ostafrika, der dem Pietismus nahestand, Entdecker, Sprachforscher und Afrikaforscher.

## Ausbildung
Krapf entstammte einer relativ wohlhabenden Bauernfamilie und besuchte die Österbergschule oder Schola anatolica genannte Lateinschule in Tübingen, die ihn auf ein Universitätsstudium vorbereiten sollte. Ab Mai 1827 bekam er jedoch eine Ausbildung als Missionar in der Basler Mission, brach sie aber nach zwei Jahren ab und studierte stattdessen ab 1829 bis 1834 Evangelische Theologie in Tübingen. Daran schlossen sich zwei Vikariatsstellen in Altburg bei Calw und Wolfenhausen bei Rottenburg am Neckar an. Wegen seiner pietistischen Predigten wurde er 1836 abberufen und arbeitete vorübergehend als Hauslehrer.

## Äthiopien 1837–1843
1836 wurde er Mitglied der englischen Church Mission Society. In ihrem Auftrag ging Krapf 1837 nach Abessinien. Bald nach seiner Ankunft in Adua 1838 wurde er auf Betreiben eines katholischen Missionars ausgewiesen und ging dann 1839 zu den Oromo (früher Galla genannt) in der Provinz Schoa. Nach einer Reise 1842 nach Kairo, wo er in Alexandrien eine Baslerin heiratete, wurde ihm die Rückkehr nach Schoa verwehrt.

## Ostafrika 1843–1855

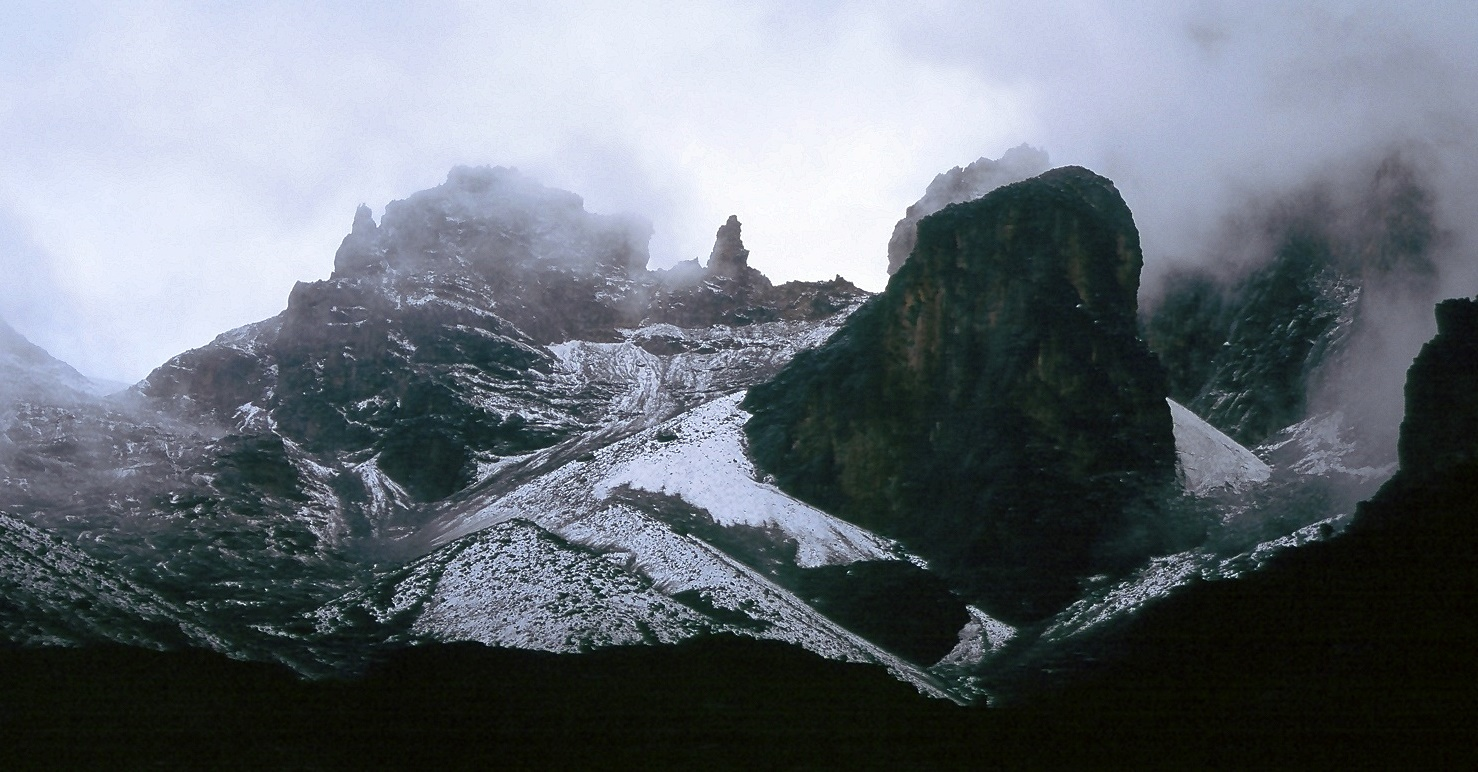
Krapf Rognon (4.800 m) und Krapf Gletscher im Mount-Kenya-Massiv

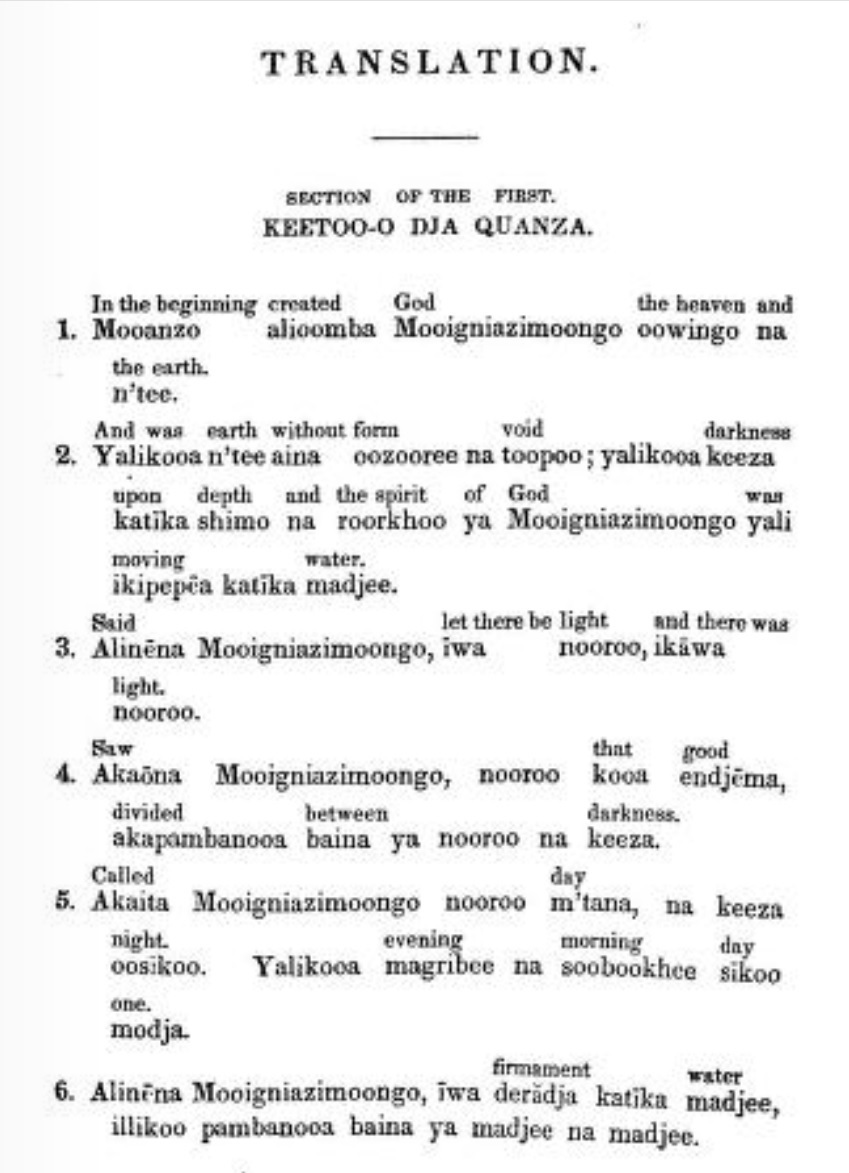
Erste Seite der Publikation von Krapfs Bibelübersetzung (Genesis 1) im Journal of the American Oriental Society, Boston 1849

1844 gründete er in Ostafrika nördlich von Mombasa die erste englische Missionsstation unter den Mijikenda, die er  auf Kiswahili „Rabbai Mpya“ („Neu Rabbai“) nannte. Hier begann er mit der Übersetzung der Bibel.
Meist zusammen mit dem Missionar Johannes Rebmann, der ihm seit 1846 zur Seite stand, unternahm er mehrere erfolgreiche Reisen ins Binnenland, so nach Teita, Usambara, ins Kikuyugebiet sowie zum Tana-Fluss.
Bei diesen Entdeckungsreisen ins Innere Ostafrikas entdeckte Rebmann am 11. Mai 1848 für die westliche Welt den Kilimandscharo und Krapf am 3. Dezember 1849 das Mount-Kenya-Massiv. In Europa schenkte man den Erzählungen der beiden Missionare und Entdecker, dass es nur etwa 350 km bzw. 15 km südlich des Äquators Eis und Schnee gäbe, jedoch über Jahre keinen Glauben. Man nimmt an, dass Krapf dem Berg den Namen gab, als er einheimische Akamba nach dem Namen fragte und diese ihm kiinyaa (was angeblich 'Berg des Strauß' bedeutet, weil die Schneekappe wie die Kappe eines Strauß ausgesehen habe) geantwortet hätten. Andere sagen, dass das Kikuyu-Wort kere-nyaga gelautet habe (weißer Berg). Nach dem Berg wurde später der ganze Staat benannt.
Nachdem Krapf und Rebmann wiederholt Berichte über die Existenz eines großen Binnensees erhalten hatten, legten sie diese Erkenntnisse auf einer Karte für die Royal Geographical Society nieder und gaben damit den Anstoß zu Richard Francis Burtons und John Hanning Spekes erster Reise nach Innerafrika (1857 und 1858) und zur Entdeckung der großen Seen im Quellgebiet des Nils.
Er berichtete von seinen Reisen unter anderem seinem ehemaligen Hochschullehrer Heinrich Ewald.

## 1855–1881

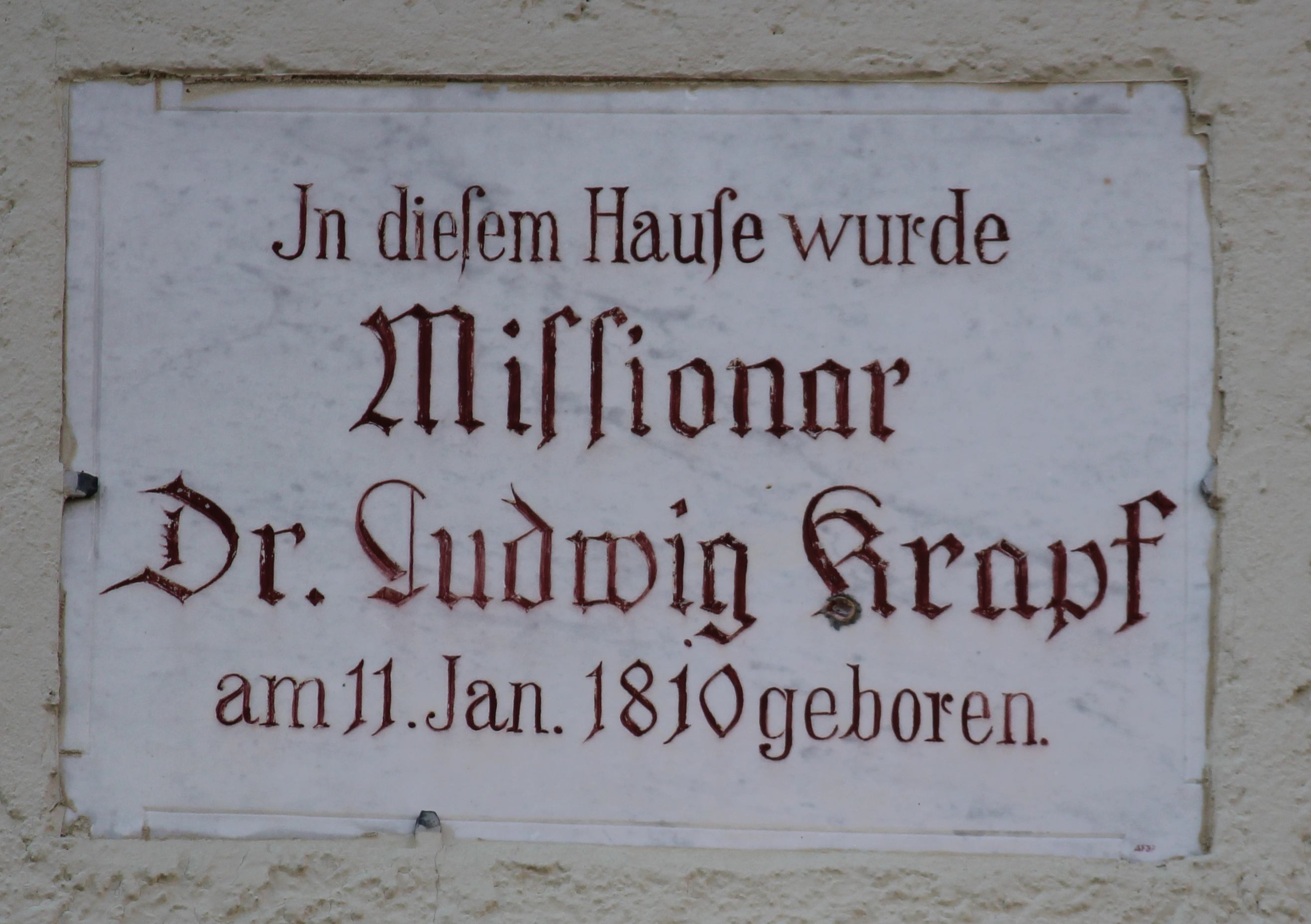
Erinnerungstafel am Geburtshaus von Johann Ludwig Krapf

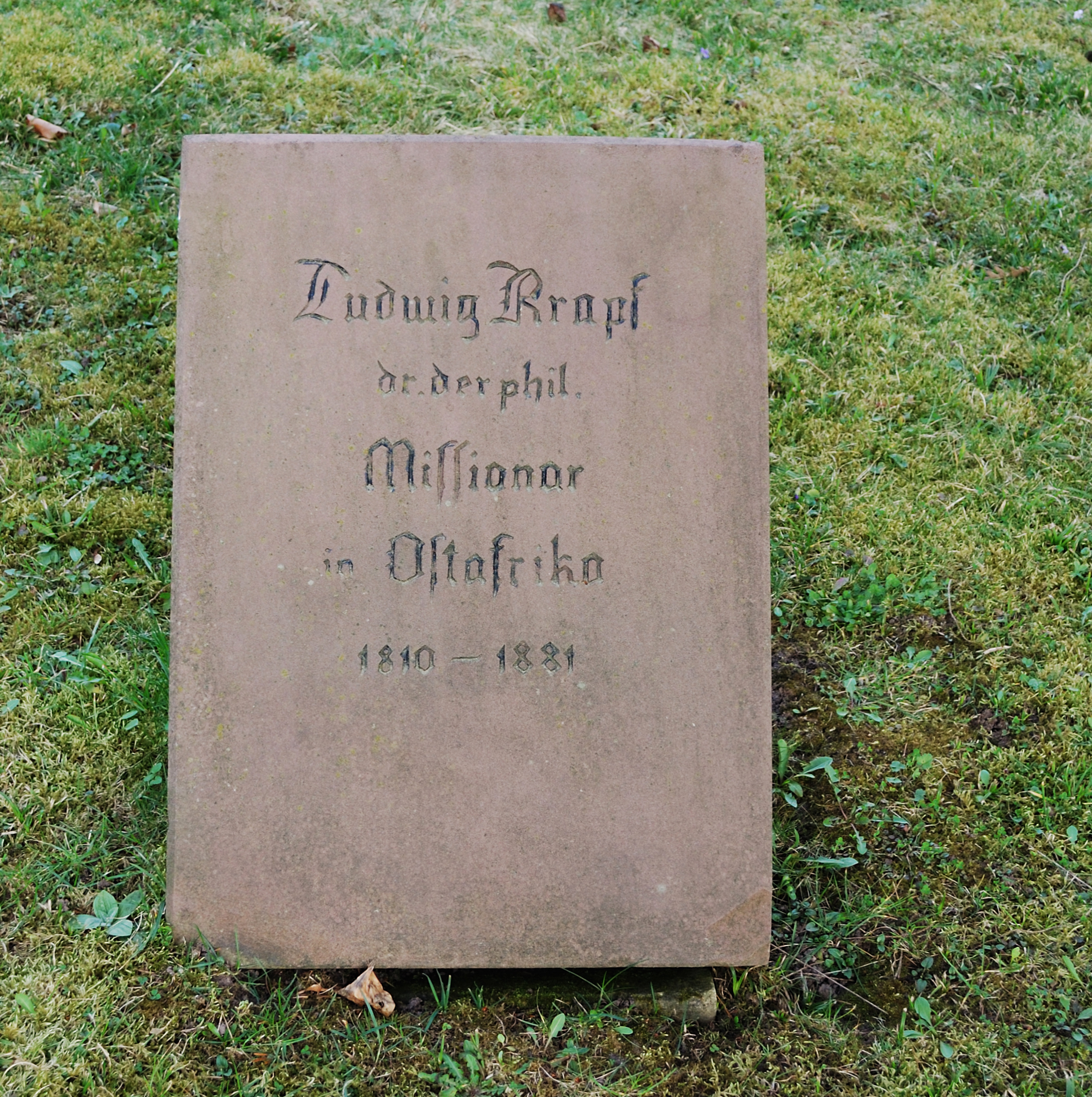
Grabstein auf dem Alten Friedhof in Korntal

1855 ließ er sich aus gesundheitlichen Gründen im pietistischen Korntal nieder, wohin ihm später sein Gefährte Johannes Rebmann folgte.
1861 begleitete er zwei Missionare der United Methodist Free Churches (UMFC) nach Ostafrika, und 1868 diente er einer englischen Militärexpedition unter Lord Napier als Landeskundiger und Dolmetscher. Vor allem verbrachte er aber seine Zeit mit linguistischen Studien. So übersetzte er in dieser Zeit große Teile der Bibel ins Tigrinya, Oromo (Galla), Amharische und Altäthiopische.
1881 starb er in Korntal an einem Schlaganfall. Dort wurde er auch begraben. In seinem Geburtsort Derendingen sind eine Grundschule und eine Straße (Ludwig-Krapf-Straße) nach ihm benannt.

## Bedeutung

### Krapf als Sprachforscher
Große Bedeutung besitzt Krapf als Sprachforscher. In Äthiopien sammelte Krapf Handschriften der semitischen Sprachen Altäthiopisch und Amharisch. Dafür verlieh ihm die Philosophische Fakultät der Universität Tübingen 1842 die Ehrendoktorwürde.
Krapf studierte in Äthiopien Amharisch und Tigrinya. Er übersetzte Teile der Bibel auf Tigrinya, des Weiteren verfasste er ein Vokabular und übersetzte 1870 Teile der Bibel in Oromo, eine ostkuschitische Sprache. In Ostafrika veröffentlichte er ein Vokabular der Massai-Sprache und sechs weiterer ostafrikanischer Sprachen und mehrerer Bantu-Sprachen. Er befasste sich mit dem Mombasa-Dialekt des Kiswahili und der Sprache der Mijikenda und brachte als erster diese Sprachen in Schriftform, wobei er die lateinische Schrift benutzte.
1850 veröffentlichte er die erste Kiswahili-Grammatik und 1882 ein Wörterbuch für Kiswahili. Bereits 1844 übersetzte er erste Teile der Bibel, das Genesisbuch, ins Kiswahili und legte damit den Grundstein für Kiswahili als Verkehrs- und Literatursprache Ostafrikas.

### Krapf als Geograf und Afrikareisender
Herausragend ist seine und Rebmanns Entdeckung des Kilimandscharo und Mount Kenya. Er schickte zahlreiche geografische Berichte von seinen Reisen ins Landesinnere nach Europa, Landkarten mit Seen, von denen man ihnen berichtet hatte, und Spekulationen über die Quellen des Nils. Das Material war zwar wenig präzise, aber es weckte die Neugier der Geografen und gab so Anlass zur wissenschaftlich exakten Erkundung des Landesinneren (1858 erschienen in Stuttgart seine Reisen in Ost-Afrika in zwei Bänden).

### Krapf als Missionar
An der Anzahl bekehrter Afrikaner gemessen waren die Erfolge Krapfs und Rebmanns nicht sehr groß. Seine Bedeutung liegt auch hier in der Pionierarbeit.
Die Church of England betrachtet Johann Ludwig Krapf als den Vater und Begründer der Anglikanischen Kirche in Kenia.
Sein Haus in New Rabbai ist nun ein Museum und Teil der nationalen Museen des Landes Kenia. Das Gebäude der Deutschen Botschaft in Nairobi heißt „Ludwig-Krapf-House“.

### Kontroversen
Durch die Stadt Tübingen wurden die Schilder der nach Krapf benannten Straße mit einem Plastikknoten versehen. Dieser soll markieren, dass man sich mit dem Namensgeber noch einmal genauer befassen sollte. Am Himmelfahrtstag 2023 besuchte der kenianische Bischof David Kodia den Geburtsort Krapfs. In diesem Zusammenhang äußert sich dieser über die Kontroversen:
"Was ihr über Ludwig Krapf denkt und sagt, kann ich nicht beurteilen [...] Was ich aber über seine Rolle für uns sagen kann, ist, dass er für uns ein von Gott Gesandter und ein großes Vorbild im Glauben ist. Er hat sich für Menschen in Afrika interessiert, hat ihnen nicht gleich Geschichten von Jesus erzählt, sondern erst einmal ihre Sprache gelernt, damit er in ihrer Sprache ihnen vom Reich Gottes erzählen kann. Krapf ist als Deutscher geboren, als Kenianer aber gestorben. Er hat mehr Zeit seines Lebens bei uns verbracht. Ich glaube wir kennen ihn besser als ihr." David Kodia

## Schriften (Auswahl)
- Vocabulary of the Galla Language, London 1842
- Vocabulary of six East African languages. Kisuaheli, Kinika, Kikamba, Kipokomo, Kihiau, Kigalla, Tübingen 1850
- Outline of the elements of the Kisuaheli Language, with special reference to the Kinika Dialect, Tübingen 1850
- Reisen in Ostafrika, ausgeführt in den Jahren 1837–1855. Unveränderter Nachdruck der Ausgabe Stuttgart, Stroh 1858. Mit einer Einführung hrsg. von Werner Raupp, Münster, Berlin 1994 (= Afrikanische Reisen, 2)

(engl. Übers.) J. Lewis Krapf: Travels, researches, and missionary labours, during an eighteen years' residence in Eastern Africa. Trübner & Co., London 1860
- The Books of the Old Testament. Translation in Amharic Language, 3 Bände, London 1871–73
- Dictionary of the Suahili Language, London 1882